# Costa di Bonassola - Framura
Costa di Bonassola - Framura este o arie protejată (arie specială de conservare — SAC, sit de importanță comunitară — SCI) din Italia întinsă pe o suprafață de 128 ha, din care 1 % marine.

## Localizare
Centrul sitului Costa di Bonassola - Framura este situat la coordonatele 44°11′24″N 9°34′29″E / 44.19°N 9.574722°E.

## Înființare
Situl Costa di Bonassola - Framura a fost declarat sit de importanță comunitară în iunie 1995 pentru a proteja 63 de specii de animale. Situl a fost protejat și ca arie specială de conservare în aprilie 2017.

## Biodiversitate
Situată în ecoregiunea mediteraneană, aria protejată conține 10 habitate naturale: Peșteri marine scufundate complet sau parțial, Formațiuni scunde de Euphorbia în apropierea falezelor, Tufărișuri termo-mediteraneene și de pre-deșert, Păduri aluvionare cu Alnus glutinosa și Fraxinus excelsior (Alno-Padion, Alnion incanae, Salicion albae), Faleze cu vegetație de Limonium spp. endemic de pe coastele mediteraneene, Păduri de pin mediteraneene cu pini mezogeni endemici, Matorral arborescenți cu Juniperus spp., Păduri de Quercus ilex și Quercus rotundifolia, Pseudostepă cu ierburi și specii anuale de Thero-Brachypodietea, Recifuri.
La baza desemnării sitului se află mai multe specii protejate:
- păsări (62): uliu păsărar (Accipiter nisus), pițigoi codat (Aegithalos caudatus), lăstunul mare (Apus apus), cucuvea (Athene noctua), șorecarul comun (Buteo buteo), sticlete (Carduelis carduelis), Certhia brachydactyla, florinte (Chloris chloris), porumbel gulerat (Columba palumbus), cioară neagră (Corvus corone), cuc (Cuculus canorus), pițigoi albastru (Cyanistes caeruleus), presură sură (Emberiza calandra), măcăleandru (Erithacus rubecula), vânturel roșu (Falco tinnunculus), cinteză (Fringilla coelebs), gaiță (Garrulus glandarius), capîntortură (Jynx torquilla), sfrâncioc roșiatic (Lanius collurio), sfrâncioc cu cap roșu (Lanius senator), Larus argentatus, pescăruș-cu-cap-negru (Larus melanocephalus), pescăruș râzător (Larus ridibundus), privighetoare (Luscinia megarhynchos), mierlă albastră (Monticola solitarius), codobatură galbenă (Motacilla alba), codobatură de munte (Motacilla cinerea), muscar sur (Muscicapa striata), ciuf-pitic (Otus scops), pițigoi mare (Parus major), vrabie (Passer domesticus), vrabie de câmp (Passer montanus), pițigoi de brădet (Periparus ater), Phalacrocorax aristotelis desmarestii, Phalacrocorax carbo sinensis, codroș de munte (Phoenicurus ochruros), codroșul de pădure (Phoenicurus phoenicurus), pitulice de munte (Phylloscopus collybita), brumăriță de pădure (Prunella modularis), mugurarul (Pyrrhula pyrrhula), aușel sprâncenat (Regulus ignicapilla), aușel cu cap galben (Regulus regulus), mărăcinar (Saxicola rubetra), mărăcinar negru (Saxicola torquatus), sitar de pădure (Scolopax rusticola), cănăraș (Serinus serinus), țiclete (Sitta europaea), scatiu (Spinus spinus), turturică (Streptopelia turtur), huhurez mic (Strix aluco), graur (Sturnus vulgaris), silvie cu cap negru (Sylvia atricapilla), silvie roșcată (Sylvia cantillans), Sylvia hortensis, silvie mediteraneană (Sylvia melanocephala), chiră de mare (Thalasseus sandvicensis), pănțărușul (Troglodytes troglodytes), sturzul viilor (Turdus iliacus), mierlă (Turdus merula), sturz-cântător (Turdus philomelos), sturzul de vâsc (Turdus viscivorus), pupăză (Upupa epops)
- nevertebrate (1): Euplagia quadripunctaria

Pe lângă speciile protejate, pe teritoriul sitului au mai fost identificate 9 specii de plante, 2 specii de amfibieni, 7 specii de nevertebrate, 3 specii de reptile.